# Симфония № 40 (Моцарт)
Симфония № 40 Соль минор, K.550 ― одно из наиболее популярных произведений композитора Вольфганга Амадея Моцарта. Произведение завершено 31 июля 1788 года, три недели спустя после симфонии № 39. В 1791, незадолго до своей смерти, композитор создал её вторую редакцию, добавив в музыку кларнеты.

## Строение
В состав оркестра симфонии (в последней редакции) входит флейта, два гобоя, два кларнета, два фагота, две валторны, первые и вторые скрипки, альты, виолончели и контрабасы.
Симфония представляет собой классический сонатно-симфонический цикл. В ней четыре части:
1. Allegro molto
2. Andante
3. Allegretto
4. Allegro assai

Первая, вторая и четвёртая части написаны в сонатной форме, третья ― в сложной трёхчастной форме с трио.
Первая часть, в размере 4/4, начинается гармоническими фигурациями у альтов, поддержанными виолончелями и контрабасами, вслед за которыми у скрипок проводится главная партия:
Музыка первой части отмечена влиянием фольклора. В частности, тема, очень близкая главной партии, звучит в танце чочек, популярном у жителей Сербии.  «В самом этом факте, вообще говоря, нет ничего удивительного, — пишет Ю. А. Кремлёв, — поскольку славянский фольклор играл в музыкальном фонде венских интонаций серьезную роль».
Медленная вторая часть в тональности  ми-бемоль мажор и в размере 6/8.
Третья часть (менуэт), в тональности соль минор, имеет размер 3/4. Крайние разделы, в подвижном темпе со сложным ритмическим письмом, контрастируют со средним разделом (трио), написанным в одноимённой тональности соль мажор, где в более спокойном темпе происходит перекличка групп струнных и духовых (без кларнетов).
Финал симфонии написан в тональности соль минор, размер 4/4.

## Состав оркестра
Исполнительский состав несколько отличается от других симфоний Моцарта. В оригинальной,  написанной в 1788 году, кларнеты были заменены  гобоями, а трубы и литавры вовсе не использовались.
- Деревянные духовые:
  - Флейта
  - 2 гобоя
  - 2 кларнета (во второй редакции)
  - 2 фагота
- Медные духовые:
  - 2 валторны
- Струнные:
  - I, II скрипки
  - Альты
  - Виолончели
  - Контрабасы